# Schichtkäse
Schichtkäse ist ein Frischkäse aus Kuhmilch. Er ist in Herstellung, Zusammensetzung und Geschmack dem Speisequark sehr ähnlich. Der wesentliche Unterschied ist, dass man die geronnene Milch nicht zentrifugiert oder auspresst und passiert oder glattrührt, sondern schichtweise in Formen einschöpft und die Molke ablaufen lässt. Dadurch ist die Konsistenz nicht pastös wie beim Speisequark, sondern gallertartig.
Traditionell besteht Schichtkäse aus drei Schichten: zwei äußeren, helleren Schichten mit geringerem Fettgehalt und einer inneren, gelblichen Schicht mit höherem Fettgehalt. Jedoch ist es nicht vorgeschrieben, dass sich die Schichten in Fettgehalt und Farbe unterscheiden müssen, so dass moderner Schichtkäse oftmals aus Schichten mit einheitlichem Fettgehalt und gleicher Farbe besteht; dadurch vereinfacht sich die Herstellung, da nur eine Kesselmilch verwendet werden muss.

## Beschreibung
Schichtkäse wird in verschiedenen Fettgehaltsstufen hergestellt. Er kommt typischerweise in leicht kegelförmigen Kunststoffbehältern mit quadratischer Grundfläche zu 250 g und 500 g in den Handel. Der Geschmack ist rein milchsauer, die Konsistenz soll gallertartig, geschmeidig und formfest, die Schnittfläche mattglänzend sein. Der Teig soll nur wenige Bruchlöcher enthalten, und keine Löcher, die durch Gasbildung entstanden sind. Die Farbe ist milchigweiß bis rahmgelb.
Nach der deutschen Käseverordnung (§ 7 in Verbindung mit Anlage 1) ist Schichtkäse eine Standardsorte aus der Gruppe der Frischkäse. Demzufolge muss er in Viertelfettstufe oder höher hergestellt werden. Schichtkäse mit mindestens 40 % Fett i. Tr. darf als „Sahneschichtkäse“ bezeichnet werden; gelbliche Schichten müssen fettreicher sein als helle.

## Herstellung
Für Schichtkäse wird Kuhmilch verwendet, die man im Fettgehalt je nach dem vorgesehenen Fettgehalt des Käses einstellt:
- auf ca. 0,5 % Fett für Viertelfettstufe
- auf ca. 0,9 % Fett für Halbfettstufe
- auf 2,4–2,5 % Fett für Fettstufe

Dies bezieht sich jeweils auf die fettärmeren Schichten; zur Herstellung der fettreicheren Schicht wird entsprechend fettreichere Kesselmilch eingesetzt. Um einen gelblichen Farbton zu erzielen, kann der Milch für die fetteren Schichten Farbstoff zugesetzt werden (Carotin; früher auch Annatto).
Zunächst gibt man den Säurewecker zu, wobei ein relativer hoher Zusatz von 2–4 % verwendet wird, und lässt eine gewisse Zeit lang eine sogenannte Vorsäuerung erfolgen, ähnlich wie es auch beim Speisequark gemacht wird. Erst dann gibt man das Lab in einer Menge von 1 ml Lab auf 100 kg Kesselmilch zu. Durch diese Vorgehensweise überwiegt die Säuregerinnung stark gegenüber der Labgerinnung. Die Gerinnungszeit beträgt ca. 3–4 Stunden, die anschließende Ausdickungszeit (bis die Dickete die gewünschte Festigkeit hat) ist mit 16–18 Stunden sehr lang. Bei einem Säuregrad von 22–24 °SH wird die Dickete mit Kellen ausgeschöpft und in Formen gefüllt. Zuvor kann sie geschnitten werden, muss aber nicht. Geschieht es nicht, so findet ein gewisses Zerteilen der Dickete nur durch das Ausschöpfen statt; von einer Bruchbereitung kann man dann eigentlich nicht sprechen.
Die Formen haben ungefähr die Größe der späteren Verpackung. Das Einfüllen der Dickete geschieht so, dass man zunächst die erste fettärmere Schicht einfüllt, dann ca. ½–1 Stunde wartet, anschließend die fettreichere Schicht einfüllt, erneut wartet, und schließlich die zweite fettärmere Schicht einfüllt. Der Schichtkäse bleibt ca. 22 Stunden in den Formen, ohne gewendet zu werden, dann wird er sofort verpackt. Zur Rationalisierung können auch etwas andere, moderne Verfahren angewandt werden, bei denen die Dicklegung auf Spezialtischen in großen Behältern erfolgt, auf deren Boden sich die Formen befinden. Die Dickete wird dann in Größe der Formen geschnitten und sinkt beim Ablaufen der Molke in die Formen ein. Alternativ können auch größere Formen angewandt werden, aus denen die Käse vor dem Verpacken geschnitten werden.

## Markt
Im Juli 2024 stellte die Unternehmensgruppe Theo Müller die Produktion von Schichtkäse ein, den sie über das 2023 übernommene Unternehmen Landliebe vertrieben und außerdem für Schwälbchen und Andechser produziert hatte. Seitdem ist in Deutschland in den meisten Supermärkten kein Schichtkäse mehr erhältlich. Lediglich zwei regionale Molkereien im Odenwald und in der Region Hannover stellen noch Schichtkäse für den dortigen Einzelhandel her. Als Reaktion auf das nicht mehr vorhandene Angebot nahm außerdem eine Käserei in Karlsruhe im Frühjahr 2025 die Produktion von Schichtkäse auf, den sie dort im Hofladen und an eine Konditorei verkauft.